# John McKinlay (wioślarz)
John Dickinson McKinlay (ur. 20 stycznia 1932 w Detroit, zm. 14 stycznia 2023 w Bloomfield Hills) – amerykański wioślarz, srebrny medalista olimpijski.

## Kariera
Kształcił się na Uniwersytecie Bostońskim i Uniwersytecie Michigan, kończąc zarządzanie biznesem i nieruchomościami. Służył w United States Marine Corps.
Wystąpił na igrzyskach olimpijskich w Melbourne w 1956, gdzie reprezentacja USA w składzie: John Welchli, John McKinlay, Art McKinlay (jego brat bliźniak) i Jim McIntosh zdobyła srebrny medal w czwórkach bez sternika. W finale o blisko 10 sekund przegrali z Kanadyjczykami, a o ponad 12 sekund wyprzedzili osadę Francji. Był to jego jedyny start olimpijski.